# جيانا مايكلز
جيانا مايكلز (بالإنجليزية: Gianna Michaels)‏ (مواليد 6 يونيو 1983) هي ممثلة إباحية أمريكية معتزلة. بدأت مشوارها في المجال في 2004 وأستمرت به حتى أعلنت إعتزالها في عام 2015، سجت في مسيرتها أكثر من 730 فيلم. خلال مشوارها حصلت على عدة جوائز من ضمنها 4 جوائز إيه في إن وواحدة من جائزة إكس روكو، وفي عام 2020 أصبحت عضوة في قاعة إيه في إن للمشاهير.

## وصلات خارجية
- جيانا مايكلز على موقع IMDb (الإنجليزية)
- جيانا مايكلز على موقع IMDb (الإنجليزية)
- جيانا مايكلز على موقع روتن توميتوز (الإنجليزية)
- جيانا مايكلز على موقع قاعدة بيانات الفيلم (الإنجليزية)
- جيانا مايكلز على موقع كينوبويسك (الروسية)